# Eiffel 65 (альбом)
Eiffel 65 (Italian Album) — італійська версія третього альбому Eiffel 65, випущена 8 квітня 2003 року лейблом Universal.

## Історія

### Передісторія
2001 року, після випуску другого альбому Eiffel 65 Contact!, гурт поступово почав розпадатися.
Відбувалось це через віддалення Ді-джея гурту Eiffel 65 Габрі Понте від історії та єдиної кар'єри італійського тріо.
У 2001-2002 роках Eiffel 65 ще існував, але був не на вершині популярності, як у 1998—2000 роках. Другий альбом Contact! був незвичайним у плані звучання, він поєднував у собі елементи поп-музики, даб, електроніки та френч-хаусу. Через своє звучання він став не дуже популярним, а Eiffel 65 продовжували експерементувати зі стилем пісень, все більше і більше віддаляючись від євроденсу. У 2001—2002 роках тріо намагалось сконцентруватися на вітчизняній аудиторії, тому 2001 року учасники записали першу пісню італійською мовою «80's Stars», де, незважаючи на англійські куплети, присутній приспів італійською мовою, а саме слова з пісні Франка Баттіано «Centro di Gravita Permanente» 1981 року. Цей трек включили і в другий, і в даний альбом.
Навесні було записано, а в липні 2002 лейблом Skooby Records випущено сингл Cosa Resterà (In A Song) італійською мовою. Він став доволі популярним в Італії та став хітом літа 2002.

### Історія запису
Eiffel 65 повністю «відійшли» від другого альбому Contact! із випуском синглів Losing You (Канада, 2002) та написанням так і нереалізованої пісні Elephants In Amsterdam (точно коли вона була записана, невідомо, але між 2001 та 2002). Тоді ж, у 2002 вони почали роботу над третім альбомом. У період між 2002 та 2003 було записано всі пісні для даного альбому, який складався із 17 треків, із яких 15 повністю італійською, а 2 (Cosa Resterà (In A Song) та 80's Stars) наполовину англійською, наполовину італійською.
Також треки з Eiffel 65 можна умовно поділити за характером звучання: Танцювальні та ліричні.
Першою композицією, записаною для альбому є 80's Stars, що записаний 2001, а вийшов синглом в Італії 3 листопада 2001. Останньою є Io E La Mia Stanza, що записана у березні 2003.
Випуск Eiffel 65 (альбому) був запланований на жовтень 2002, але його було перенесено.
Альбом Eiffel 65 (Italian Album) був представлений 8 квітня 2003 року лейблом Universal Music Group.

## Версії альбому
Усього є 2 версії альбому. Початково третій альбом йменувався просто «Eiffel 65» і був представлений 8 квітня 2003 саме з такою назвою. Але 2004 року, коли вийшла англійська версія цього альбому, треба було відрізняти версії, тому учасники Eiffel 65 дали їм назви Italian Album та The English Album.
The English Album має 2 версії: Оригінальна, бонусна (бонусний диск) 2004 року, на якій була представлена бонусна пісня Living In My City. Версія офіційно йменується як альбом Eiffel 65 (The English Album) (Bonus Disc English). Також є версія для тайванського ринку «Eiffel 65 = 艾菲爾 65* — Eiffel 65», що випущена лейблом Alpha в Тайвані у 2004 р.

## Звучання
Третій альбом мав 17 треків, всі з яких мають незвичайне звучання:
Танцювальні Viaggia Insieme A Me, Tu Credi та Quelli Che Non Hanno Eta. Ліричні Una Notte E Forse Mai Piu, La Mia Lente та Io E La Mia Stanza. Non E` Per Sempre у рок-стилі та Oggi з нотками електронного регі…
Eiffel 65 (Italian Album) був написаний у 2003, коли Eiffel 65 все більше віддалялись від оригінального звучання пісень, в особливості європопу, євроденсу та дабу. Якщо другий альбом був більше в стилі френч-хаусу та нагадував пісні Daft Punk, то Eiffel 65 був дуже експериментальний, він поєднував легку електроніку, поп-музику та італоденс.

## Популярність
Альбом був тепло прийнятий фанатами, проте поза фан-базою Eiffel 65 не згаданий, в тому числі й у музичних журналах. В СНД, як і в Україні така ж ситуація.

## Список пісень
1. Viaggia Insieme A Me (Album Mix)
2. Viaggia Insieme A Me (Roberto Molinaro Radio Cut)
3. Quelli Che Non Hanno Eta (Gabry Ponte Power Cut)
4. Una Notte E Forse Mai Piu (Album Mix)
5. Una Notte E Forse Mai Piu (Roberto Molinaro Rmx Radio Edit)
6. Tu Credi (Gabry Ponte FM Cut)
7. Tu Credi (The Complete Opera)
8. Vogila Di Dance All Night (Album Mix)
9. La Mia Lente (Album Mix)
10. Non E` Per Sempre (Album cut)
11. Like A Rolling Stone (Album Mix)
12. Figli Di Pitagora (Album Mix)
13. Sopra Un Palco Per Tutto Il Mondo (Album Mix)
14. Oggi (Album Mix)
15. Cosa Restera (In A Song) (Gabry Ponte FM Cut)
16. Io E La Mia Stanza (Album Mix)
17. 80's Stars (Album Mix)

## Після випуску альбому
Після випуску третього альбому Eiffel 65 дали багато концертів з піснями з Eiffel 65 (Italian Album). Пісні в основному були виконані на Festivalbar 2003 та 2004. Майже усі пісні з альбому біло виконано за раз на Video Italia у 2004 році. Досі єдиною піснею, що так і не була виконана вживу з третього альбому залишається «Oggi».
Англійська версія альбому була написана у 2004 та видана 2005-го. Після цього, у 2005 році Eiffel 65 почали роботу над четвертим альбомом, що планувався до випуску в 2006 році. Але він так і не був виданий, а учасники Eiffel 65 (Мауро Лобіна та Джефрі Джей) записали двохгодинний трек «Lost In The Supermarket», який було виконано на Traffic Music Festival 2005. Трек Lost In The Supermarket повністю недоступний, а його було опубліковано тільки частинами у 3 демо-версії, які завантажили учасники гурту на свій офіційний сайт.
У червні 2005 Eiffel 65 розпався, Габрі Понте розвивав сольну кар'єру, а учасники Мауро Лобіна та Джефрі Джей створили дует Bloom 06.

## Сингли з альбому
1. Quelli Che Non Hanno Eta. Випущено: березень 2003
2. Viaggia Insieme A Me. Випущено: травень 2003
3. Tu Credi. Випущено: початок 2004
4. Vogila Di Dance All Night. Випущено: середина 2004.

## Обкладинка альбому
Обкладинка третього альбому Eiffel 65 являє собою композицію: За круглим столом сидять три учасники гурту. Габрі Понте, що роздивляється CD-диск, Мауро Лобіна, що говорить по телефону та вокаліст Джефрі Джей, що тримає в руках мобільний телефон. Зйомки фотографії для обкладинки проходили протягом дня між 2002 та 2003 роком. У зйомках брала участь технічна команда Bliss Corporation. Фотограф Лукіано Зуччет, також працював графічний дизайнер і продюсер.

## Учасники запису
- Лук'яно Зуччет — виконавчий продюсер, фотограф
- Массімо Габуті — викончавий продюсер
- Мауріціо Лобіна — продюсер, аранжувальник, автор текстів
- Джефрі Джей — вокаліст, автор текстів
- Алекс Топунтолі — графічний дизайнер (графічний продюсер)
- Killer Loop — надали окуляри для фото обкладинки
- BSA — надали одяг для фото обкладинки